# Le Caroux et l'Espinouse
Le Caroux et l'Espinouse este o arie protejată (sit de importanță comunitară — SCI) din Franța întinsă pe o suprafață de 2.316 ha, integral pe uscat.

## Localizare
Centrul sitului Le Caroux et l'Espinouse este situat la coordonatele 43°36′35″N 2°55′47″E / 43.60972°N 2.92972°E.

## Înființare
Situl Le Caroux et l'Espinouse a fost declarat arie specială de conservare în baza directivei 92/43 din 1992 referitoare la conservarea habitatelor naturale și a faunei și florei sălbatice pentru a proteja 1 specie de animale.

## Biodiversitate
Situată în ecoregiunile continentală și mediteraneană, aria protejată conține 14 habitate naturale: Pajiști uscate europene, Formațiuni montane de Cytisus purgans, Turbării active, Grohotișuri silicioase de la nivelul montan până la nivelul zăpezii (Androsacetalia alpinae și Galeopsietalia ladani), Pante stâncoase silicioase cu vegetație casmofită, Păduri de fag acidofile atlantice, cu subarboret de Ilex și, uneori, de asemenea, Taxus, la nivelul arbuștilor (Quercion robori-petraeae sau Ilici-Fagenion), Păduri de Castanea sativa, Galerii de Salix alba și de Populus alba, Păduri de Ilex aquifolium, Formațiuni ierboase bogate în specii de Nardus, dezvoltate pe substraturi silicioase în zone montane (și în zone submontane, în Europa continentală), Mlaștini oligotrofe degradate, capabile încă de regenerare naturală, Ape oligotrofe din câmpii nisipoase, cu un conținut foarte redus de minerale (Littorelletalia uniflorae), Păduri de Quercus ilex și Quercus rotundifolia, Păduri aluvionare cu Alnus glutinosa și Fraxinus excelsior (Alno-Padion, Alnion incanae, Salicion albae).
La baza desemnării sitului se află o specie protejată de  nevertebrate: Rosalia alpina.